# Батыр (Бугульминский район)
Батыр — деревня в Бугульминском районе Татарстана. Входит в состав Подгорненского сельского поселения.

## География
Находится в юго-восточной части Татарстана на расстоянии приблизительно 6 км на северо-восток по прямой от районного центра города Бугульма.

## История
Основана в 1830-х годах.

## Население
Постоянных жителей было: в 1938 году — 169, в 1949—198, в 1958—163, в 1970—160, в 1979—157, в 1989—250, в 2002—283 (татары 78 %), 310 в 2010.